# Rhynchomys
Rhynchomys (Thomas, 1895) è un genere di Roditori della famiglia dei Muridi comunemente noti come ratti toporagno delle Filippine.

## Descrizione

### Dimensioni
Al genere Rhynchomys appartengono roditori di medie dimensioni, con lunghezza della testa e del corpo tra 188 e 215 mm, la lunghezza della coda tra 132 e 146 mm e un peso fino a 225 g.

### Caratteristiche craniche e dentarie
Il cranio presenta un rostro estremamente allungato con le ossa nasali proiettate verso l'alto. Le creste sopra-orbitali sono assenti. le bolle timpaniche sono piccole. Sono presenti solo due molari estremamente ridotti e con la superficie occlusiva appiattita su ogni semi-arcata.
Sono caratterizzati dalla seguente formula dentaria:

### Aspetto
il corpo è snello, con una testa allungata. La pelliccia è folta e vellutata, le parti dorsali variano dal bruno dorato al grigio-brunastro scuro, mentre quelle ventrali variano dal grigiastro al bianco puro. Il muso è lungo e sottile, gli occhi sono relativamente piccoli. Le orecchie sono grandi e rotonde. I piedi sono lunghi e sottili. Il quinto dito è più lungo dell'alluce, considerevolmente più corto delle tre dita centrali. Le piante sono provviste di sei cuscinetti carnosi. La coda è generalmente più corta della testa e del corpo ed è ricoperta finemente di peli. Gli arti inferiori sono grossi e robusti.

## Distribuzione
Sono roditori terricoli insettivori endemici dell'isola di Luzon, nelle Filippine.

## Tassonomia
Il genere comprende 6 specie.
- Rhynchomys banahao
- Rhynchomys isarogensis
- Rhynchomys labo
- Rhynchomys mingan
- Rhynchomys soricoides
- Rhynchomys tapulao